# イスラム最終戦争
『イスラム最終戦争』（True Faith and Allegiance、Tom Clancy True Faith and Allegiance、Tom Clancy：True Faith and Allegiance、またはTom Clancy's True Faith and Allegiance（イギリス））は、ジャック・ライアン・シリーズの小説。トム・クランシーの生前から同シリーズを共同で書き継いできたマーク・グリーニーによる単独作品。2016年6月にアメリカで出版される。日本では新潮文庫より田村源二による翻訳で、2019年4月出版。
ニューヨークタイムズのベストセラーリストで 3位に入る 

## プロットの概要
ジャック・ライアン大統領が秘密裏に組織した、国際テロ対抗組織「ザ・キャンパス」を舞台にしたシリーズである。ライアン大統領の息子、ジャック・ライアン・ジュニアは、大学卒業後、自分に合った職業を探しているうちに、独自の調査によってこの謎の組織の存在に独りでたどり着き、父に勝るとも劣らない、類いまれな才能を見込まれ就職し、国家の安全のため諜報員として活躍することとなった。幼い頃からホワイト・ハウスという特殊な場所で育ったバック・グラウンドも大いに彼の才能に貢献していると思われる。彼の姉は、母と同じように医学の道を志している。
本作は、グリーニーが手がけ、クランシーの世界を書き継ぐ最後の作品となった。本作のあとも別の若手作家により、クランシーの遺志を継いで新しい作品が生み出されているが、本作が現在日本で翻訳されているシリーズ作品の一番新しい作品となっている（2020年6月9日現在）。

## 主なあらすじ
ルーマニアのハッカー、アレクサンドル・ダルカは、偶然、e-QIPデータベースの古いコピーを入手する。これは、何百万人もの米軍関係者、政府機関の諜報員の個人情報が含まれているものだった。中国共産党政府はダルカに仕事を外部委託し、中国国内におけるアメリカのスパイを特定するために、ダルカから受け取る情報を活用していた。しかし、ダルカはこれに飽き足らず、この情報の宝庫を活用し、特定の人物の標的とする個人情報のパッケージを作り出し、利益を生むことを思いつく。
これがサウジアラビアの、テクノクラート、サーミー・ビン・ラーシドの目に留まる。サウジアラビア政府内で働いていたラーシドは湾岸協力会議（GCC）のフィクサーのような存在として工作員や分析員を抱えて国の問題解決にあたってきた。功績が認められ、サウジアラビアの王家、サウード家の意向で、ドバイに設立された個人事務所で働いていた。しかしそれは真の目的を隠蔽するためのダミー会社であり、サウジアラビア王家の利益のためにあらゆる策略をめぐらせていた。特に彼は、中東でISISと戦うアメリカ軍を泥沼に陥らせようと画策していたが、サウジアラビアの石油利益の損失を埋め合わせるのが狙いであった。
ラーシドは、ダルカが広告を打った闇取引を行うウェブサイトで彼を見出し、接触し、ISISの工作員であるアブー・ムーサ・アル=マタリと面会した。さらに計画を推し進めるため、ダルカが作成した個人情報のパッケージを使い、米軍と政府機関の諜報要員への攻撃の計画を練り上げた。
アル=マタリのほうは、計画に必要な攻撃要員をリクルートした。選ばれた要員らは、作戦実行のため、「細胞」として全米各地に振り分けられた。攻撃を記録した動画を、テロ組織を宣伝し、新たなる信奉者を獲得し、模倣犯があとに続くよう鼓舞するものとしてイスラム国のプロパガンダサイトで配信し続けた。
米諜報機関コミュニティは、アメリカの諜報員と軍人に対する攻撃を憂慮し、直ちに情報源を見つけるよう緊急の対策を講じる。
ジャック・ライアン大統領は、米国内メディア、さらには自身の政府内部からも、イスラム国家を攻撃するために中東に軍隊を配備するよう圧力を受ける。しかし、イスラム国が意図的に、米国が戦争を開始するよう挑発していることに気づいていたライアンは、情報収集を続けながら、それを根気よくそれらをかわした。
一方、これまでのメンバーの戦死によって人員の不足していたザ・キャンパスは、これまで任務のたびに利用してきた専用機の乗務員として活躍してきた女性、アダーラ・シャーマンと、以前にザ・キャンパスと行動を共にし、デルタフォースの退役兵士である"ミダス"こと、バルトーシュ・ジャンコウスキーの二人の新しいメンバーを登用することになった。彼らも調査に加わり、e-QIPデータベースがハッキングを受けた可能性が明らかとなる。
また、本作の冒頭で誘導ミサイル駆逐艦 USS ジェームズ・グリーアの指揮官、スコット・ヘーゲンが襲撃されて負傷するが、最近のバルト海での戦闘（この戦闘は、トム・クランシーの同シリーズ『米露開戦』にて描かれている）で、ロシアの潜水艦の乗組員である兄をヘーゲンによって殺されたと主張する、弟による、奇妙で一見無関係に見えるヘーゲンへの襲撃について、ジャック・ジュニアは調査を進める。
加害者のソーシャル・メディアを調査し、ジャック・ジュニアは、ダルカが、襲撃の前にヘーゲンに関する情報を入手していたことを突き止め、ザ・キャンパスのメンバーはダルカの住むルーマニアへ出発する。
一方、中国政府はダルカが自分たちの注文に背いているのではないかと気がつき、ダルカもまた、中国政府が自分に疑惑を抱いたことに勘付く。中国からの工作員たちがダルカを探しに職場に訪れた際、ダルカはルーマニアを離脱するために逃亡を図る。ダルカを近くで監視していたザ・キャンパスのチームも、ダルカの追跡に加わり、中国の工作員たちとの銃撃戦に巻き込まれ、中国人工作員を殺害することになる。しかしダルカを見つけることができない。後にザ・キャンパスは、ダルカがルーマニアを脱出しようとしている計画に気がつき、空港で彼を捕らえた。ダルカはアル=マタリの計画を阻止することに協力することを了承した。ジャック・ライアンJr.は、メリーランド州の人里離れた森の中にある別荘で、自分自身を囮にする計画で赴き、アル=マタリは餌に食いついて簡単に捉えられ、彼の手下の残りはその後の銃撃戦で倒される。

## 登場人物

### アメリカ合衆国政府
- ジャック・ライアン ：アメリカ合衆国大統領
- スコット・アドラー ：国務長官
- メアリ・パット・フォーリ ：国家情報長官
- ロバート・バージェス ：国防長官
- ジェイ・キャンフィールド ：CIA長官
- ダン・マリー ：司法長官
- アンドリュー・ズィルコ ：国土安全保障長官
- アーノルド・ヴァン・ダム ：大統領首席補佐官
- スチュアート・レイモンド・コリアー ：CIA工作員
- ベンジャミン・キンケイド ： アメリカ大使館員
- ジェニファー・キンケイド ：CIA工作員
- バーバラ・ピネダ ： DIA情報分析官
- トーマス・ラッセル ：FBI統合テロ特別部隊長
- デイヴィッド・ジェフコート ： FBI管理監督特別捜査官

### 米軍
- キャリー・アン・ダヴェンポート ：アメリカ陸軍大尉。AH-64E アパッチ副操縦士/銃手
- トロイ・オークリー ：アメリカ陸軍三等准尉。AH-64E アパッチ操縦士
- スコット・ヘーゲン ： アメリカ海軍中佐。ミサイル駆逐艦(DDG-102)「ジェームズ・グリーア」艦長
- ウェンデル・コールドウェル ：アメリカ陸軍大将。 アメリカ合衆国中央軍司令官

### ザ・キャンパス
- ジェリー・ヘンドリー ：<ザ・キャンパス>の長、およびヘンドリー・アソシエイツ社の社長
- ジョン・クラーク ：工作部長
- ドミンゴ・“ディング”・シャベス ：上級工作員
- ドミニク(ドム)・カルーソー ：工作員
- ジャック・ライアン・ジュニア ：工作員/上級分析員
- ギャヴィン・バイアリー ：IT部長
- アダーラ・シャーマン ：輸送部長
- ヘレン・リード ：<ザ・キャンパス>ガルフストリーム機長
- チェスター・“カントリー”・ヒックス ：<ザ・キャンパス>ガルフストリーム副機長
- バルトーシュ(バリー)・ジャンコウスキー : 退役陸軍大佐、元デルタフォース指揮官。コールサイン“ミダス”

### その他の人物
- キャシー・ライアン ：アメリカ合衆国大統領夫人、眼外科医
- オリヴィア・“サリー”・ライアン ：ジャック・ライアン大統領の娘、研修医
- ホザン・バルザニ ：クルド自治政府軍指揮官、大尉
- サーミー・ビン・ラーシド ： 湾岸協力会議(GCC)顧問
- アブー・ムーサ・アル＝マタリ ：IS工作員、イエメン人
- ヴァディム・レチコフ ：学生ビザで米国に滞在するロシア人
- ドラゴミール・ヴァシレスク ：ARTD(高度調査技術設計社）社長
- アレクサンドル・ダルカ：ARTDの調査員。公開情報収集・分析・利用の専門家
- ルカ・ガーボル ：ルーマニアの囚人。身元情報収集・分析・利用のエキスパート
- エドワード・レアード ：元CIA高官。情報機関コミュニティ業務の請負業者
- <アルジェ> ：IS工作員、アルジェリア人
- <トリポリ> ：IS工作員、リビア人
- ラヒム ：IS「シカゴ」細胞のリーダー
- オマル ：IS「デトロイト」細胞のリーダー
- アンジェラ・ワトスン ：IS「アトランタ」細胞のリーダー
- カテブ・アルバフ ：IS「サンタクララ」細胞のリーダー
- デイヴィッド・ヘンブリック ：IS「フェアファックス」細胞のリーダー